# 1984년 롯데 자이언츠 시즌
1984년 롯데 자이언츠 시즌은 롯데 자이언츠의 3번째 시즌이며 강병철 감독이 정식 부임한 이후 첫 시즌이며 역대 1호 비(非) 아시아권 최초 전지훈련(괌)을 떠나기도 했고 그 해 7월 3일부터 도위창을 3년 반 형식으로 최초 외국인 코치 영입했다. 팀은 전기리그에서 4위에 그쳤으나, 후기리그에서 OB 베어스를 1경기 차로 따돌리고 1위를 차지하여 한국시리즈에 진출했다. 한국시리즈에서는 삼성 라이온즈와 7차전까지 가는 접전 끝에 승리하여 사상 첫 통합 우승을 달성했다.
다만, 쓸만한 좌투수 보강을 위해 영입한 박덕용 등  좌투수들 통산 선발승이 이 해  3개(본인-1 안창완-1 천창호-1)에 그친 데다 쓸만한 투수라곤 임호균 밖에 없어 최동원이 전천후(24승 중 18구원승)로 투입됐고 다음 해인 1985년 입단한 좌완 양상문(1987년 청보 이적)이 데뷔 첫 해 1선발승, 1986년 1승(선발)에 그친 데다 1982년 천창호(5선발승)(1986년 빙그레-1989년 태평양 이적) 이진우(4선발승)(1987년 청보 이적) 이후 1988년 이문한(3선발승) 이전까지 좌완투수가 2선발승을 기록하지 못했으며 이로 인해  1983년 입단한 최동원이 1984년부터 1987년까지 전천후(1984년 27승 중 18구원승, 1985년 20승 중 8구원승, 1986년 19승 중 9구원승, 1987년 14승 중 4구원승)로 투입됐는데 김명성 전 코치가 1983년을 끝으로 팀을 떠난 뒤 1986년 말  김청옥 코치 영입 전까지   투수코치 구인난에 시달린 것이 컸다.

## 타이틀
- KBO MVP: 최동원
- KBO 골든글러브: 최동원 (투수), 김용철 (1루수), 홍문종 (외야수)
- 올스타 선정: 김용철 (1루수), 김용희 (3루수), 홍문종 (외야수)
- 올스타전 추천선수: 최동원, 임호균, 심재원
- 한국시리즈 MVP: 유두열
- 컴투스프로야구2022 타이틀홀더 라인업: 최동원 (선발투수)
- 컴투스프로야구 내일은 MVP 라인업: 최동원 (선발투수)
- 컴투스프로야구 80년대 올스타: 김용철 (1루수), 홍문종 (중견수)
- 컴투스프로야구 80년대 롯데 자이언츠 라인업: 최동원 (선발투수), 임호균 (선발투수)
- 컴투스프로야구 가을의 전설 라인업: 최동원 (선발투수), 유두열 (우익수)
- 컴투스프로야구 선정 프로야구 초창기 대기록 라인업: 최동원
- WAR: 최동원 (7.70)
- 타자 WAR: 홍문종 (5.83)
- 공격 WAR: 김용철 (6.19)
- 미스터올스타: 김용희
- 출장(타자): 홍문종 (100)
- 득점: 홍문종 (62)
- 안타: 홍문종 (122)
- 2루타: 홍문종 (25)
- 루타: 김용철 (204)
- 고의4구: 홍문종 (12)
- 승리타점: 김용철 (11)
- 다승: 최동원 (27)(9선발승으로 오영일 강만식과 선발승 공동 7위)
- 이닝: 최동원 (284.2)
- 상대한 타자 수: 최동원 (1132)
- 탈삼진: 최동원 (223)

## 선수단
- 선발투수 : 임호균, 박덕용, 김문희, 이진우
- 구원투수 : 안창완, 배경환, 이문한, 천창호
- 마무리투수 : 최동원, 김재열, 조용철, 이윤섭
- 포수 : 한문연, 심재원,  정인교
- 1루수 : 김용철, 김민호, 이석규
- 2루수 : 이광길, 박영태
- 유격수 : 정영기, 김진근
- 3루수 : 김용희, 김성호
- 좌익수 : 김한조, 김재상
- 중견수 : 홍문종, 조성옥, 김성관
- 우익수 : 유두열, 김석일
- 지명타자 : 박용성

## 여담
- 홍문종과 박덕용을 구단 사상 최초의 자유계약으로 영입했다.
- 육상 선수 출신인 서말구를 선수 겸 트레이닝 코치로 영입했다. 다만 서말구는 야구 선수로서는 은퇴할 때까지 한 경기도 출전하지 못했다.
- 최동원은 8월 16일 MBC 청룡과의 경기에서 프로 통산 처음이자 마지막으로 타석을 소화했는데, 여기서 2루타를 쳐 KBO 리그 역대 최초로 단일 시즌 타율 1.000, 출루율 1.000, 통산 출루율 1.000을 기록한 선수가 되었다.
- 조용철은 이 시즌에 정규 시즌 2경기에 출전하여 두 번 모두 무자책을 기록하여 KBO 리그 역대 최초의 단일 시즌 무자책 투수가 되었다. 다만 비자책 실점이 1점 있었기에 최초의 무실점 투수는 아니었다.
- 홍문종은 KBO 리그 역대 단일 시즌 야수 WAR 1위 중 처음으로 공격 WAR, 수비 WAR 모두 양수를 기록했다.
- 최동원은 홈경기 16승으로 KBO 리그 역대 단일 시즌 홈경기 최다 기록을 세웠다.
- 최동원은 후반기 18승 135탈삼진으로 KBO 리그 단일 시즌 후반기 최다 기록을 세웠다.
- 이윤섭은 이 시즌을 끝으로 은퇴하여 KBO 리그 사상 월요일 경기 통산 최고 출루율(1.000)을 기록한 선수가 되었다.
- 최동원은 역대 단일시즌 한국시리즈 최다승(4), 역대 단일시즌 한국시리즈 최다 선발승 타이(3), 단일 포스트시즌 최다승(4), 단일 포스트시즌 최다 이닝(40), 단일 포스트시즌 최다 타자 상대(159), 단일 포스트시즌 최다 타수 상대(142), 단일 포스트시즌 최다 피안타(22), 단일 포스트시즌 최다 탈삼진(35), 단일 포스트시즌 최다 투구(610) 기록을 달성했다. 이후 구단 사상 최초의 KBO MVP가 되었다.
- 최동원은 한국시리즈 1차전에서 KBO 리그 사상 최초의 포스트시즌 완봉승을 달성했다.
- 팀은 시즌 전에 치러진 시범경기에서는 전패를 당해 압도적 최하위였으나, 결국 한국시리즈 우승을 달성하여 KBO 리그 사상 최초로 시범경기 최하위를 하고도 한국시리즈 우승을 한 팀이 되었다.
- 롯데 자이언츠가 전후기 리그 시절 리그 1위에 오른 것은 1984년 후기리그가 유일하다.
- 다큐멘터리 영화 1984 최동원은 이 시즌의 최동원을 다룬 영화다.